# Краснопілля (Новгород-Сіверський район)

Краснопільська сільрада, квітень 2011 р.

Краснопілля (МФА: [krɐsn̪oˈpʲiʎːɐ] ( прослухати)) — село в Україні, у Коропській селищній громаді Новгород-Сіверського району  Чернігівської області, розташоване на річечці Стрижень, яка впадає в Десну. Населення — 206 осіб (2024). З 1992 року в Краснопіллі діє залізнична станція через яку ходив потяг на Алтинівку і Короп.
До 2016 Краснопілля — центр сільської ради, до території якої також входив хутір Ранок (раніше Церковний) з населенням 8 осіб (2009).

## Символіка
На гербі зображені три перехрещенні колоски на синьому тлі та 2 козацькі хрести на червоному тлі. Колоски та червоні (красні) поля вказують на назву населеного пункту. Три колоски вказують що після навали татар уціліло три чоловіки які й відбудували село. Те що колоски зв'язані в сніп говорить про підтримку один одного і готовність працювати разом для досягнення спільної мети. Колоски також вказують що село в давнину лежало на роздоріжжі шляхів. Синє тло вказує на Коропську громаду, а козацькі хрести - село було козацьке.

## Історія
За легендою (записана в 1957 році від Хресантія Косточки) Краснопілля існувало ще до навали татар і було розташовано за декілька кілометрів на південь від сучасного розташування, там де зараз росте Красний ліс (Стара Ферма і ставок Чучівка). Через Краснопілля проходив основний шлях на Москву. Під час навали татар всі навколишні села були зруйновані і мешканці знищені. Врятувалося тільки три чоловіки на прізвиська Пузир, Книр і Біленко, які втекли в болота де і побудували собі житло (від двох останніх, ймовірно, пішли назви топонімів: вулиці Біленківська (найдавніша в селі — на ній жили Біленки) та кутка Книрівка (де жили Книрі).
Історик Олександр Лазаревський у своїй праці Описание старой Малороссии (т. II, «Нежинский полк», Київ, 1893 р.) згадує Краснопілля, яке з 1654 року перебувало в складі Рождєственської сотні Ніжинського полку. Коли ця сотня увійшла до Коропської разом із Рождественним і Карильським, перейшло до неї і Краснопілля. Вже в 1654 році в селі була церква Успіння Богородиці.

У 1669 році гетьман Дем'ян Многогрішний передає Краснопілля Коропу «на расходи мєскіє», тобто, мешканці Краснопілля сплачували податки на Коропську ратушу.
Тут же придаем села Рождественное, Карильско, Краснопулле, Билка… абы помощнымы были.
Пізніше, як зазначає працівник Чернігівського історичного музею ім. В. Тарновського історик І. Ситий, у Коропській сотні села Билка, Краснопілля, Рождественське належали Батуринській фортеці гетьмана Івана Мазепи («Батурин доби Івана Мазепи»).
У листопаді 1708 року під час Великої Північної війни на Батурин через Краснопілля йшли війська шведського короля Карла XII разом з козацьким військом Івана Мазепи по Батуринському тракту, що тягнувся від Мізина через Чепліївку, Райгородок, Лукнове, Краснопілля, Атюшу. Про це у своєму подорожньому щоденнику згадує словацький гуманіст і мемуарист Даніел Крман.
У 1718 році Краснопілля разом із Коропом було «пожаловано» гетьману Скоропадському, у 1727 році відібране у його вдови і віддане гетьману Апостолу, після смерті якого було описане, а у 1738 році у складі окремої економічної одиниці Мутинського замку передано генералу Штофельну.

Про повинності мешканців Краснопілля на початку XVIII століття йдеться в опису Батуринської волості 1726 року:
С села Краснополья, до разоренія г. Батурина, на ратуш батуринскую забиралось: от рабочей лошади по 25 коп., до от пары волов по тому же на каждый год; да сверх того с одного села на каждый год по кабану или, вместо оного, по рублю деньгами давано, да к тому же всякую работу отбували. Во владеніи бывшего гетьмана Скоропадскаго з оного села збиралось: от рабочей лошади по 30 коп., да от пары волов по тому же; да с пашенных земель от сохи осипного хлеба: ржи по получетверику да овса по тому же в год… и ныне оный сбор с итого села с подданых г-жи гетьманшой Скоропадской збирается, также всякую работу во дворе ей работают.
Олександр Лазаревський у своїй ґрунтовній праці подає кількість населення на 1736 рік і у 1782 році. По Краснопіллю це такі показники:
- Перша половина XVIII століття — козаків ґрунтових 35 дворів, бідних 61 двір і підсусідків 9 дворів; селян описаних ґрунтових 13 дворів, бідних 57 дворів і підсусідків 2 двори.
- 1782 рік — козаків 100 дворів, 170 хат; селян генерала Штофельна 105 дворів, 150 хат.

Місцеві дослідники минувшини зібрали цікавий матеріал про багатіїв, які жили на Краснопільських землях. Піп Іван Хресантійович Барзаківський мав 300 десятин землі. Називають ім'я предводителя дворянства Соломки, князя Гагарина, до якого пристав у прийми Шостак. Пан Пакульський (якого краснопільці не знають, бо він жив у Петербурзі) свою землю продав з торгів німцю Нолькіну. Територія засолзаводу — його колишній маєток. Мав свій хутір пан Рокочий — агроном, «уездный начальник». Він тісно спілкувався з простим народом. Його син Олександр дружив із сільськими дітьми. Мешкав тут також Кузьминський — начальник земства, сільський фельдшер Сергій Данилович Халецький служив у нього секретарем. Пан Брошенець (йому належав Борзенців хутір) був дуже шанованою в селі людиною. Жили в селі дворяни Маслов та Ловис. Ловис був прихильником революційно-демократичного руху. Мешкав до 1929 року у своїй садибі, де й помер.
У 1866 році в Краснопіллі налічувалось 555 дворів, 2562 жителі, працював винокурний завод. За переписом 1897 року показники були такими: 560 дворів, 3293 жителі. У 1875 році в Краснопіллі побудували муровану Успенську церкву.
У 1895 році в селі розпочалося будівництво земської школи. Зводилася вона на кошти краснопільського дворянина Маслова. Люди пам'ятають його погано, бо він майже не жив у селі. За задумом Маслова, це приміщення повинно було належати земській лікарні, але на прохання людей у ньому розташували школу. А оскільки Маслов не мав своїх дітей, то він всіляко допомагав коштами місцевій школі. Цим він залишив по собі добру пам'ять і заслужив вдячність односельців. Школа була побудована на території його маєтку. Під час революції 1917 року маєток та пам'ятник, встановлений по смерті Маслова його односельцями, були зруйновані. 
За переказами краснопільчан, будувати школу зійшлася вся громада. Зводили приміщення вручну з допомогою коней. Навчання в школі розпочалося після Різдва у 1898 році. До 1904 року в селі діяла однорічна церковнопарафіяльна школа, а з 1904 року — земська трикласна школа. Як свідчать старожили, починаючи з 1910 року у ній навчалося близько ста учнів, у той час, як дітей шкільного віку в селі нараховувалося понад сімсот. Дітей навчали писати, читати, рахувати троє вчителів, а також батюшка навчав «Закону Божого».
Радянську владу в селі було встановлено в січні 1918 року. Непростими для села були роки колективізації, під час якої немало заможних селян було розкуркулено. Бідніші у 1930—1931 роках об'єдналися у колгоспи, яким дали назви: «Искра революции», «8 Марта», «Червоне поле», «Червоний ранок». Їх об'єднання в єдине колективне господарство відбулося в червні 1950 року. Головою новоствореного колгоспу ім. Сталіна було обрано Маюру Михайла Петровича. На початку 1970-х років колгосп перейменували у «Рассвет», а у 1992 році у «Світанок». У різні часи господарство очолювали Віктор Іванович Чернявський, Василь Захарович Максименко, Андрій Олександрович Мазепа (головував з 1960 по 1988 рік), Петро Дмитрович Кузьменко (змінив на посаді А. О. Мазепу й очолював сільгосппідприємство до його закриття). Спеціалізація господарства — зернові, технічні культури, м'ясо-молочне тваринництво. Після розвалу колгоспу землі обробляє ТОВ «Агрольон».
Багато краснопільчан постраждало під час голодомору 1932—1933 років.
727 мешканців села взяли участь у Другій світовій війні, з яких 439 нагороджено орденами та медалями. Всього на її фронтах загинуло 308 краснопільчан. А от Іван Карпович Книр та Параска Юхимівна Книр (до шлюбу Охрімець) дочекалися з фронту усіх своїх п'ятьох синів-орденоносців: Івана, Василя, Петра, Миколу та Олександра, що є чи не єдиним документально підтвердженим щасливим випадком повернення усіх синів-фронтовиків живими з тієї війни в Україні.
12 червня 2020 року, відповідно до розпорядження Кабінету Міністрів України № 730-р «Про визначення адміністративних центрів та затвердження територій територіальних громад Чернігівської області», увійшло до складу Коропської селищної громади.
19 липня 2020 року, в результаті адміністративно-територіальної реформи та ліквідації Коропського району, увійшло до складу Новгород-Сіверського району Чернігівської області.
22 червня 2023 року рішенням Національної комісії зі стандартів державної мови віднесено до списку населених пунктів, які можуть не відповідати лексичним нормам української мови, зокрема стосуватися російської імперської політики (російської колоніальної політики). Громаді рекомендовано обґрунтувати доцільність збереження поточної назви або запропонувати нову назву в установленому законодавством порядку.

## Пам'ятки
- Урочище «Загати» — ландшафтний заказник місцевого значення.

## Персоналії
У Краснопіллі народився і вчився у школі Кирило Васильович Сухомлин, партійний і державний діяч УРСР. Середня школа у селі названа його іменем. Лікар-письменник, професор медицини Шкляревський Олексій Сергійович народився в Краснопіллі в 1839 р.
- Козороз Леонід Едуардович (1993—2016) — солдат Збройних сил України, учасник російсько-української війни.
- Самусь Геннадій Васильович (1993—2016) — сержант Збройних сил України, учасник російсько-української війни.